# Rivièrahal

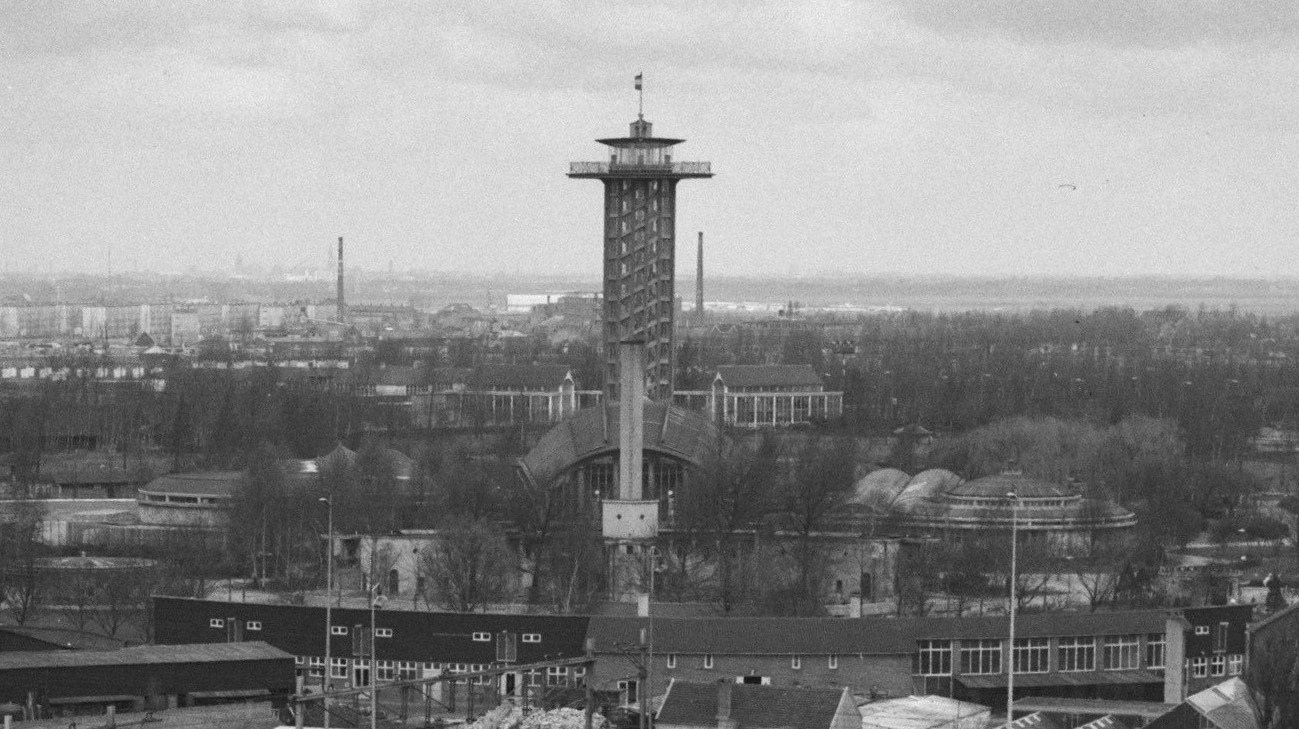
Uitkijktoren in 1958

De Rivièrahal is het hoofdgebouw van Diergaarde Blijdorp en werd in 1939 gebouwd naar het ontwerp van Sybold van Ravesteyn in neobarokke/functionalistische stijl.
Het tentoonstellingsgebouw is prominent gepositioneerd op de centrale, symmetrische as van de diergaarde. In de centrale hal was een wintertuin aanwezig. De zijvleugels waren bestemd voor onder meer het verblijf van reptielen, dikhuiden en apen. Tot de komst van het Oceanium in 2001 was in één van de zijvleugels ook het aquarium te vinden waarin verschillende soorten vissen rondzwommen.
De naam van de hal verwijst naar de Franse Rivièra. Deze was dan ook bedoeld om bezoekers het gevoel te geven zich in een exotische omgeving te bevinden. Door het scheppen van een mediterrane, subtropische sfeer was de dierentuin ook in de winter aantrekkelijk voor publiek. Men kon er van oorsprong dineren in een chic restaurant en iets drinken in een cafetaria.

## Omschrijving
Het gebouw bestaat uit een langgerekte centrale hal met een van zuid naar noord uitwaaierende plattegrond. Aan weerszijden bezit de hal twee smallere zijbeuken met aan het zuidelijke einde ieder een cirkelvormig paviljoen. De hal wordt bekroond door een gebogen dak zonder nok. De zijbeuken worden bedekt door platte daken, gebogen daken en de paviljoens met koepeldaken. Alle daken zijn geheel rondom voorzien van een doorlopende strook bovenlichten. De dakranden zijn afgewerkt met geglazuurde tegels.
Omdat de hal deels als wintertuin werd gebouwd, kent het gebouw een kasachtige opzet met veel glas ten behoeve van daglicht- en warmtetoetreding. Het gebouw is uitgevoerd met een staalskelet dat plaatselijk voorzien is van een plastisch vormgegeven betonmantel. De symmetrische zuidgevel van de hal kent aan weerszijden twee entrees onder een luifel. Daartussen bevindt zich een uitspringend halfrond volume met een betonnen afgeronde borstwering, van oorsprong de begrenzing van een terras op die plek.
Op de door stalen kolommen gedragen luifels staan beeldengroepen van de kunstenaar Charles Eyck: links een vrouwenfiguur met herten en rechts een mannenfiguur met herten. Het bijhorende uurwerk en windijzer zijn verdwenen. Het overige deel van de gevel toont een enorme glazen pui met rechthoekige roedenverdeling. Het dak wordt gedragen door vier gevelhoge kolommen die tussen de puien zijn geplaatst. De noordgevel van de hal kent een vergelijkbare glazen pui.
Daarvoor bevond zich de thans gesloopte uitkijktoren, met aan weerszijden twee overhoeks geplaatste paviljoens onder platte daken waarin de cafetaria en het restaurant waren gevestigd. Door de sloop van de toren en bouw van een nieuw restaurant in de jaren zeventig van de twintigste eeuw aan deze zijde van de hal is deze opzet nog maar ten dele herkenbaar. Op het dak boven de noordgevel bevindt zich een beeldengroep van W. van Kuilenburg, voorstellende een engel en twee eenhoorns.
De zijaanzichten van de Rivièrahal worden bepaald door de zijvleugels met aan de oostelijke zijvleugel de serre met de Victoria-waterplant. De gevels en de koepeldaken van de oostvleugel zijn van glas, voorzien van een rechthoekige roedenverdeling, uitgezonderd de noordgevel die gestuct is en van een wafelmotief is voorzien. De gevels van de westelijke vleugel en het cirkelvormige paviljoen zijn op enige deuren en lichtopeningen na geheel blind. Ze zijn gestuct en eveneens voorzien van een wafelpatroon, oorspronkelijke zachtroze van kleur. De gevels van de dwarsverbindingen tussen de hal en de zijvleugels bestaan uit glazen puien. De centrale hal bezit inwendig ten behoeve van de flexibiliteit weinig scheidingswanden. De betonnen wanden naar de zijvleugels zijn geschulpt en voorzien van harpvormige bovenlichten. Aan de noordgevel bevindt zich een orkestpodium met aan weerszijden balkons, thans aan het zicht onttrokken door aquaria en terraria. De balkons worden geflankeerd door restanten van sculpturen, voorstellende een man of vrouw met dieren.
In het oorspronkelijke oostelijke, overhoeks geplaatste paviljoen bevindt zich een geschilderde sterrenhemel. Verder bezit de ruimte een fontein met een mozaïek, ontworpen door Van Ravesteyn, voorstellend het scheppingsverhaal. In de zijvleugels en paviljoens is de oorspronkelijke opzet gewijzigd, maar ten dele nog aanwezig. Zo kent de westelijke hal nog de gang die van oorsprong langs de dikhuidenverblijven liep. Het Victoria-Regiabassin is authentiek en bestaat ten behoeve van de isolatie uit twee schalen gewapend beton, die bekleed zijn met plaatstaal.

## Wijzigingen
Een van de meest ingrijpende wijzigingen was de sloop van de uitkijktoren in 1972. Van grote invloed op de uitstraling was de vervanging van staalprofielen door aluminiumprofielen in de enorme glaspuien. Verder zijn er ornamenten, schilderingen, armaturen, tegelwerk en andersoortige bekleding verwijderd of vervangen.

## Waardering
De Rivièrahal is van algemeen belang:
- het object heeft architectuurhistorische waarde vanwege het materiaalgebruik, de toegepaste verhoudingen, de vormgeving en de verzorgde detaillering.
- als karakteristiek voorbeeld van multidisciplinaire kunsttoepassingen.
- het object heeft stedenbouwkundige en ensemblewaarde vanwege de functionele situering op de centrale as en vanwege de samenhang met andere complexonderdelen.
- het object heeft visueel-ruimtelijke waarde als dominant beeldbepalend onderdeel van het complex.

## Afbeeldingen

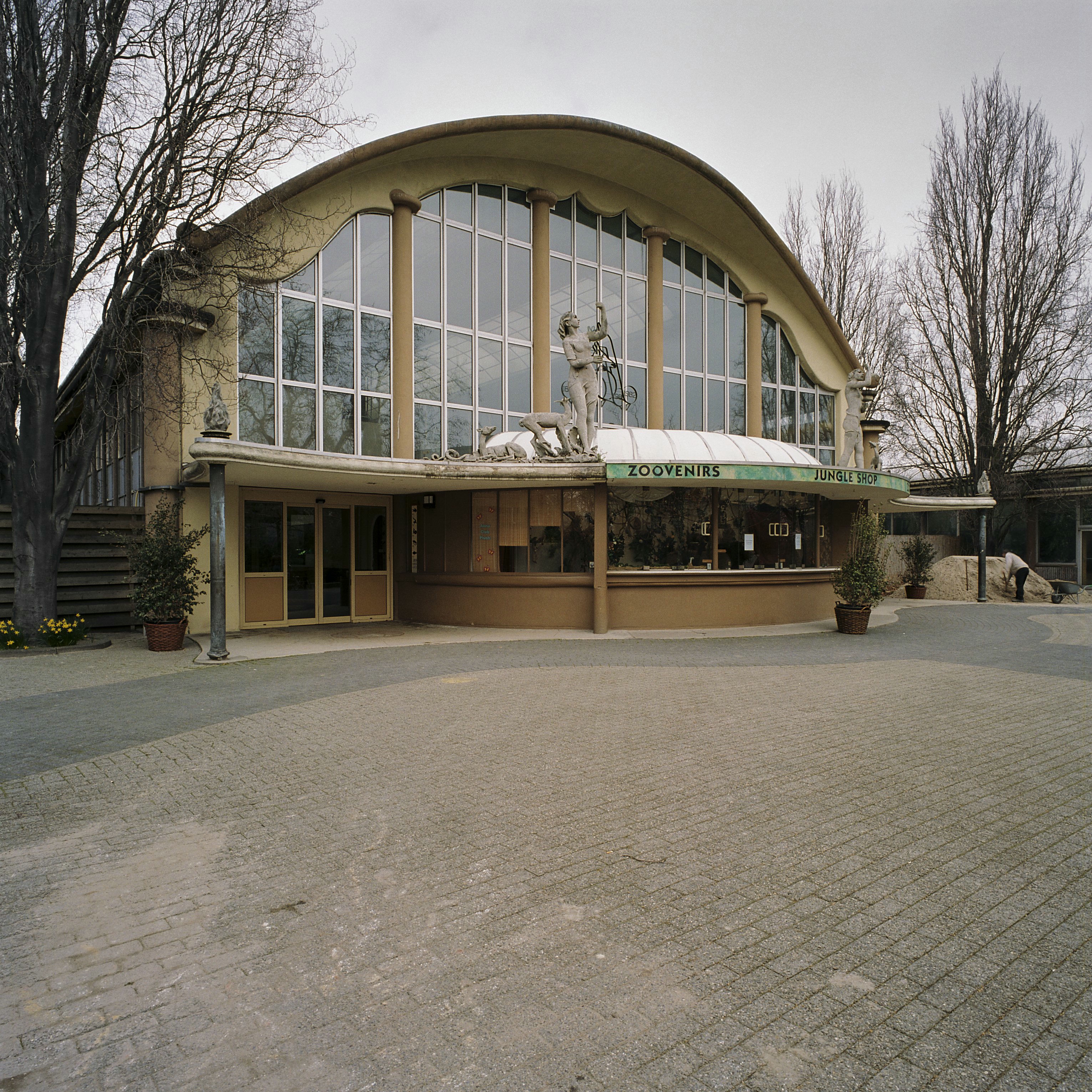
Voorzijde Rivierahal
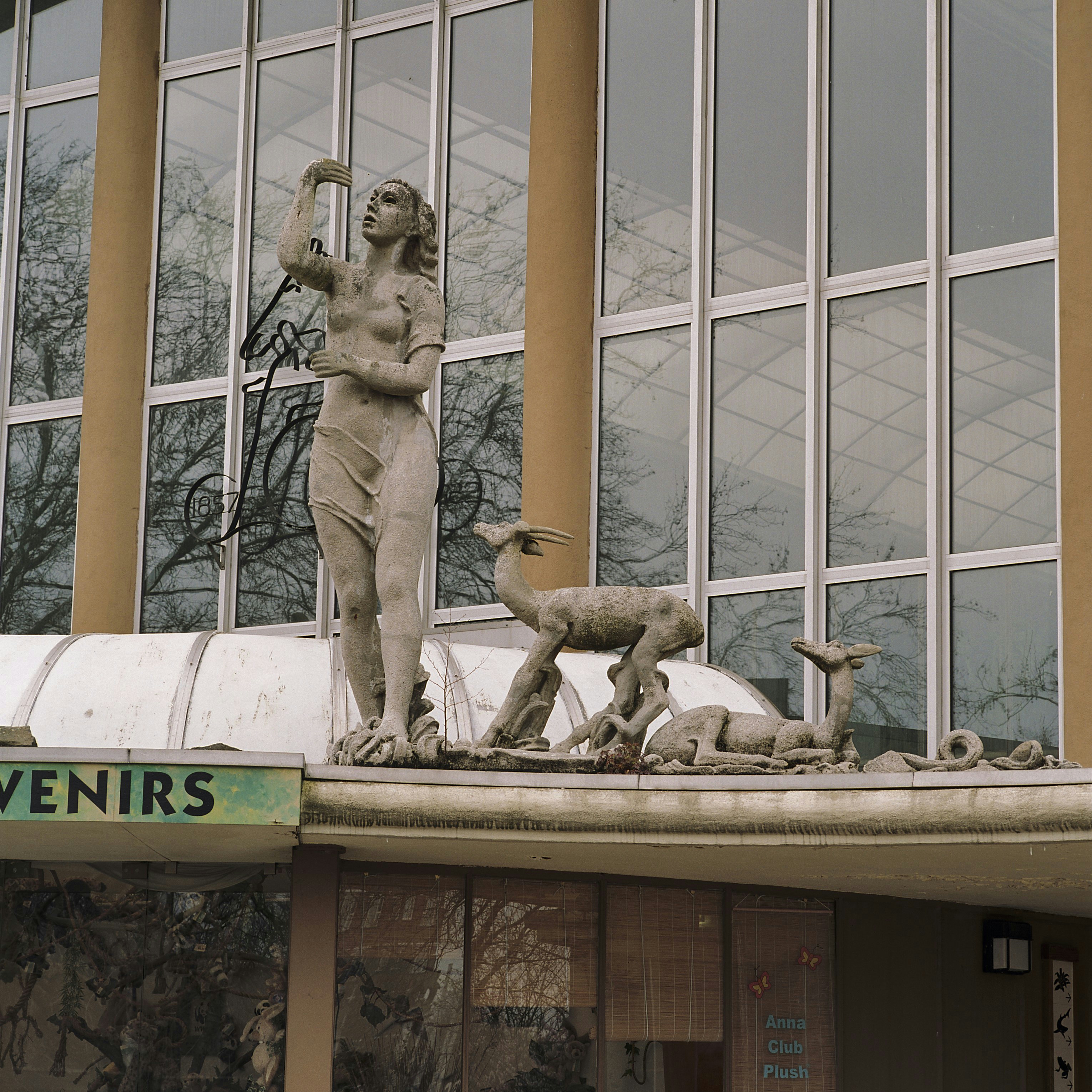
Beeld bij entree
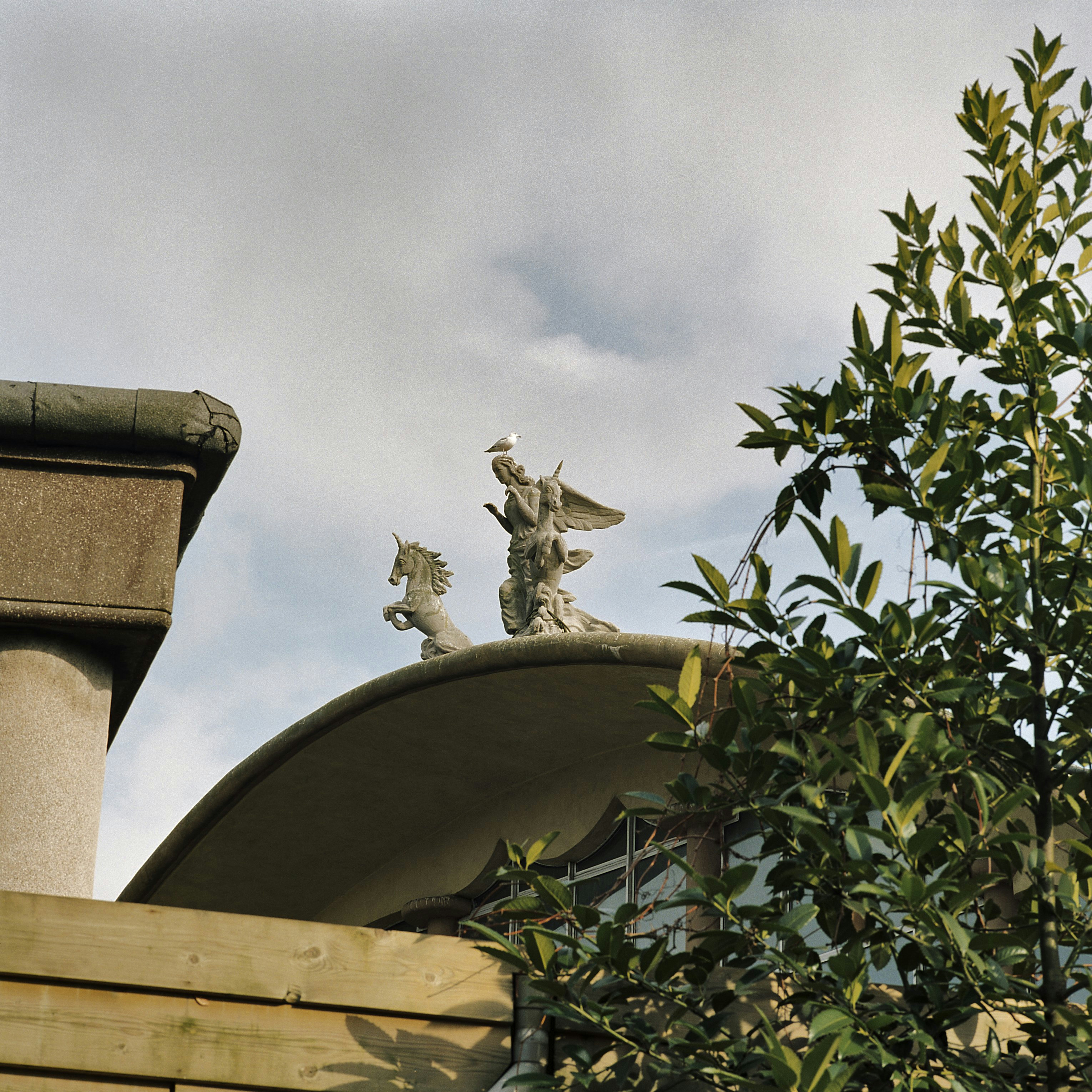
Beelden op dakrand
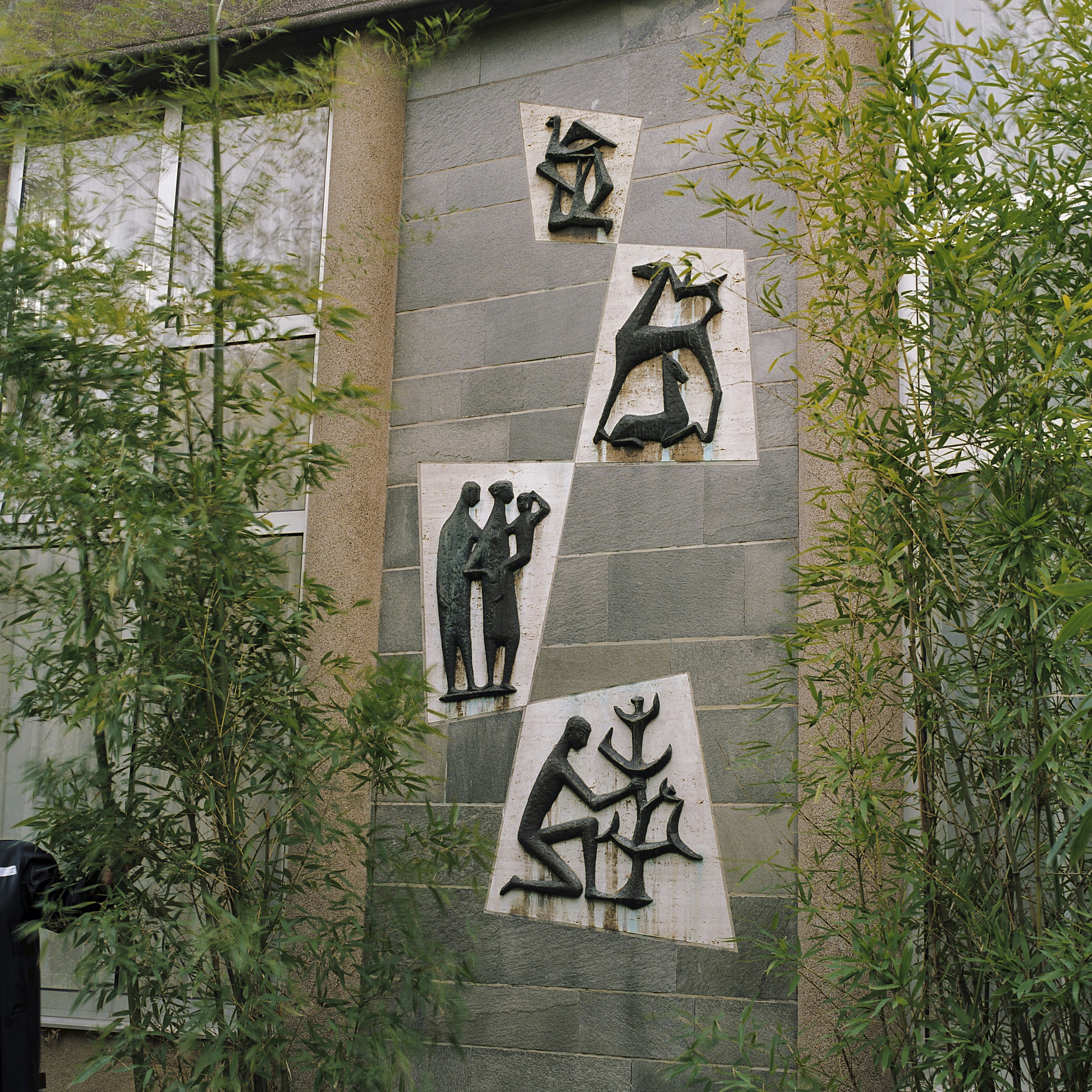
Plastiek aan gevel
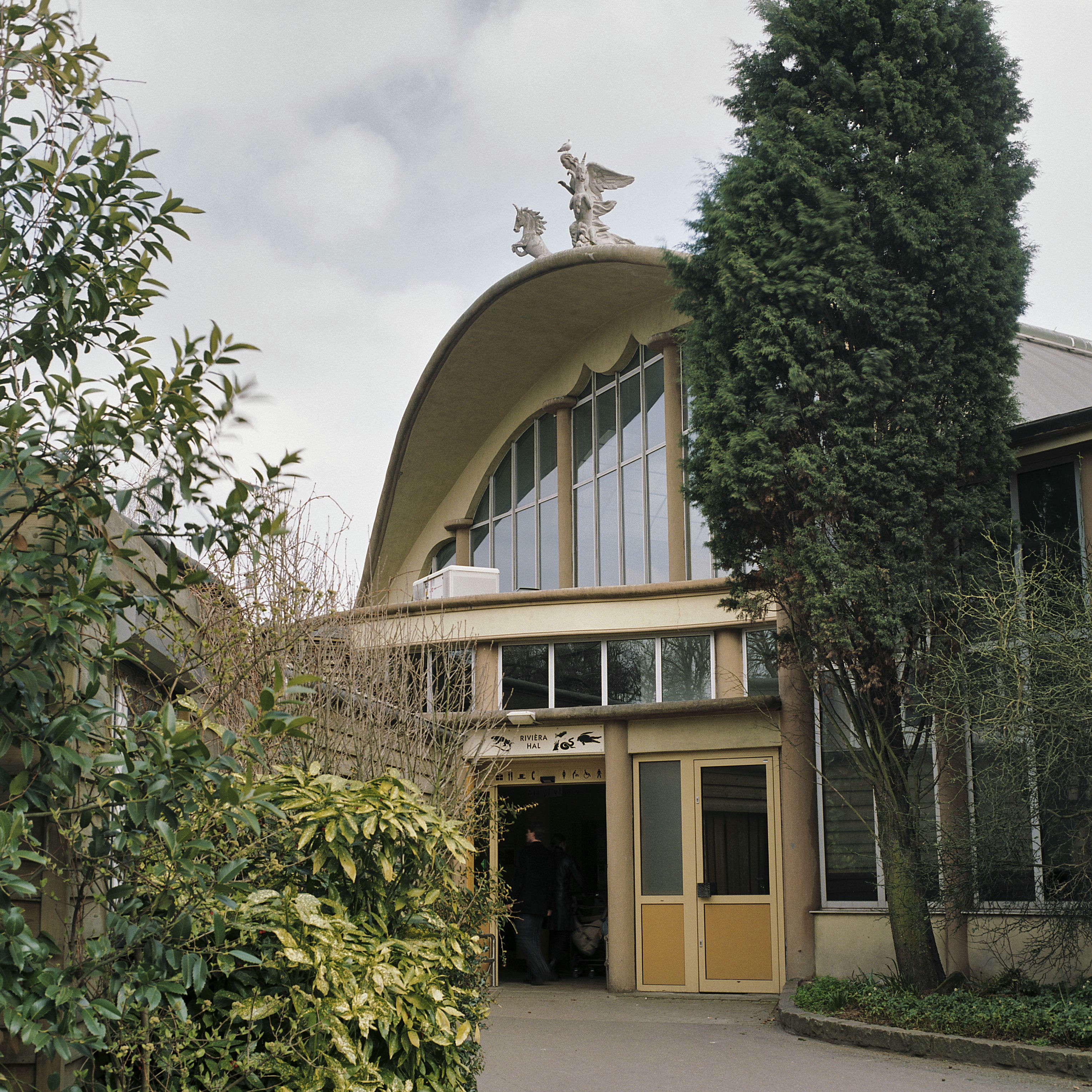
Achterzijde Rivierahal